# ایشپانک
ایشپانک (به مجاری: Ispánk) یک شهرداری در مجارستان است که در واش واقع شده‌است. ایشپانک ۶٫۹۲ کیلومتر مربع مساحت و ۱۱۲ نفر جمعیت دارد.